# Bembidion salinarium
Bembidion salinarium es una especie de escarabajo del género Bembidion, tribu Bembidiini, familia Carabidae. Fue descrita científicamente por Casey en 1918.
Se distribuye por Canadá y los Estados Unidos. La especie se mantiene activa durante los meses de junio y julio.